# Patricia Meyer Spacks
Patricia Ann Meyer Spacks (* 17. November 1929 in San Francisco) ist eine US-amerikanische Literaturwissenschaftlerin.

## Leben
Ihre Ausbildung als Anglistin absolvierte sie am Rollins College (Abschluss 1949), der Yale University und an der University of California, Berkeley (Ph.D. 1955).  Nach einer Professur am Wellesley College arbeitete sie von 1979 bis 1989 an der Yale University. Sie hält seit 1989 die Edgar-F.-Shannon-Professur an der University of Virginia und ist auf englische Literatur des 18. Jahrhunderts spezialisiert.
Spacks ist Mitglied der Modern Language Association und war von 2001 bis 2006 Präsidentin der American Academy of Arts and Sciences.
Von 1955 bis 1978 war sie mit dem Schriftsteller Barry Spacks verheiratet.

## Werke (Auswahl)
- The female imagination (1975)
- Imagining a Self: Autobiography and Novel in Eighteenth-Century England (1976)
- The Adolescent Idea: Myths of Youth and the Adult Imagination (1981)
- Gossip (1985)
- Desire and Truth: Functions of Plot in Eighteenth-Century English Novels (1990)
- Boredom: The Literary History of a State of Mind (1995)
- Privacy: Concealing the Eighteenth-Century Self (2003)
- Novel Beginnings: Experiments in Eighteenth-Century English Fiction (2006)
- Reflecting on the Humanities (2009)
- On Rereading (2011)